# Carmel Schrire
Carmel Schrire (née en 1941) est une anthropologue sud-africaine, professeure d'anthropologie à l'Université Rutgers dont les recherches portent sur l'archéologie historique, en particulier en Afrique du Sud et en Europe.

## Formation et recherches
Schrire est née le 15 mai 1941 dans la ville du Cap, Afrique du Sud et a complété ses études de premier cycle à l'Université du Cap (BA, 1960), pour continuer à l'Université de Cambridge (BA(Hons.), MA, 1965). Ses premiers sujets de recherche concernent l'archéologie préhistorique, et elle effectue son doctorat de recherche dans le Territoire du Nord en Australie sur la façon dont le comportement aborigène  moderne peut aider à interpréter les vestiges préhistoriques. Elle a obtenu son Doctorat en 1968, de l'Université nationale australienne.
En 1984, elle a lancé un programme de l'archéologie historique sur le contact avec les Européens et le peuplement de la région du Cap en Afrique du Sud,. En 1995 son livre Digging through Darkness: Chronicles of an Archaeologist explore la déshumanisation des effets du colonialisme et du racisme à la fois sur les personnes colonisatrices et colonisées. En 2004, elle a mis au jour la maison du « dernier Juif d'Auschwitz » à Oświęcim en Pologne.

## Publications

### Revues
- "Oakhurst: A Re-Examination and Vindication" (1962)
- "A Matter of Life and Death: An Investigation into the Practice of Female Infanticide in the Arctic" (1974) (avec William Lee Steigner, Man: the Journal of the Royal Anthropological Society 9:162)
- "An Inquiry into the Evolutionary Status and Apparent Identity of San Hunter-Gatherers" (1980) (Human Ecology 8:1)
- "An Analysis of Human Behaviour and Animal Extinctions in South Africa and Australia in Late Pleistocene Times" (1980)
- "Hunter-Gatherers in Africa" (1980)
- "The Alligator Rivers: Prehistory and Ecology in Western Arnhem Land" (1982)
- "Burkitt's Milestone" (1986) (avec Janette Deacon)
- "Past and Present in Hunter Gatherer Studies" (1986)
- "The Indigenous Artefacts from Oudepost I, a Colonial Outpost of the VOC at Saldanha Bay, Cape (1989) (avec Janette Deacon)
- "The Chronology of Oudepost I, Cape, as Inferred from an Analysis of Clay Pipes" (1990)
- "Excavating Archives at Oudepost I, Cape" (1990)
- "Reply to Wilson, van Rijssen, Jacobson and Noli" (1990)
- "The Beads from Oudepost I, a Dutch East India Company Outpost, Cape, South Africa" (1991)
- "Is the Penn Mightier than the Shovel?: A Sally to a Riposte" (1991)
- "Analysis of Faunal Remains from Oudepost I, an Early Outpost of the Dutch East India Company, Cape Province" (1991)
- "The Archaeological Identity of Hunters and Herders at the Cape over the last 2000 Years: A Critique" (1992)
- "Coins, Gaming Counters and a Bale Seal from Oudepost, Cape" (1992)
- "Cheap Shots, Long Shots and a River in Egypt: A Reply to Whitelaw et al." (1992)
- "The Site History of the Historical Site at Oudepost I, Cape" (1993)
- "An Historic Skeleton from the Slave Lodge at Vergelegen" (1993)
- "The Historical Archaeology of Vergelegen, an Early Farmstead at the Cape of Good Hope" (1995)
- "Beyond Lifetime Averages: Tracing Life Histories Through Isotopic Analysis of Different Calcified Tissues from Archaeological Human Skeletons" (1995) (avec Judith Sealy et Richard Armstrong)
- "Petrography of Locally Produced Pottery from the Dutch Colonial Cape of Good Hope, South Africa" (1999) (avec S. C. Jordan et D. Miller)
- "Stable Carbon and Nitrogen Isotopic Analysis of the Underclass at the Colonial Cape of Good Hope in the Eighteenth and Nineteenth Centuries" (2001) (avec Glenda Cox, Judith Sealy & A. Morris, 2001).  World Archaeology 33:73-97.
- « The Conciliators: Bushmania and the Nightmare of Survival » (2003)
- « Reply to Morris et al.'s Critique of the Review by Carmel Schrire of Julia Martin's A Millimetre of Dust: Visiting Ancestral Sites » (2010)
- « Hilary John Deacon: Archaeologist (1936-2010) » (2010)

### Ouvrages
- (en) David Chidester et Carmel Schrire, Digging Through Darkness : Chronicles of an Archaeologist, Charlottesville, Virginia, University of Virginia Press (États-Unis), 1995, 276 p. (ISBN 0-8139-1558-9)
- Tigers in Africa: Stalking the Past at the Cape of Good Hope (2002)